# Лиса-повитуха
«Лиса-повитуха» — русская народная сказка, записанная фольклористом А. Н. Афанасьевым. Варианты сказки имеют номера 9—13 в первом томе его сборника «Народные русские сказки».
Печаталась в сборниках русских сказок, выпускалась также отдельной книгой и в виде аудиосказок.

## Сюжет
Существует несколько версий этой сказки, записанных в Переславль-Залесском уезде (№ 9), в Чердынском уезде Пермской губернии (№ 10), в Архангельской губернии (№ 11), в Никольском уезде Вологодской губернии (№ 12) и в Саратовской губернии (№ 13). В разных вариантах сказки явно её действующими лицами указаны или волк и лисица (иногда имевшая имя Лиса Патрикеевна), или они же названы как кум и кума.
Находились они как-то в одной избушке рядом с кадкой мёда. Захотелось лисе поесть мёда отдельно от волка — она и придумывала одну причину: участие в повое (приём новорождённого), чтобы отлучиться от него и украдкой поесть мёда в сенях избушки. За три раза она и съела весь мёд.
Прикинулась хитрая больной и попросила волка принести ей мёда. Зашёл волк в сени — а мёда нет! Лиса свалила вину на волка, предложив узнать правду таким образом: лечь на солнышке животом вверх — у кого вытопится мёд, тот и виноват. Легли они на солнце, серый заснул — лиса и намазала его живот мёдом. Растолкала она волка и показала на его живот — пришлом невиновному волку повиниться.
В этой сказке пострадавшей стороной был честный волк, хотя в некоторых случаях (сказка № 13) пострадавшей оказалась лиса.

## В культуре
Исполнительница северных народных сказок и собирательница фольклора Ольга Озаровская читала эту сказку во время собственных концертных программ.